# Starohrvatska groblja
Starohrvatska groblja je termin koji označava ranosrednjovekovna groblja (8.–11. vek), uglavnom međusobno slična savremenim grobljima u susednim zemljama Balkanskog poluostrva ali i šire, zbog svojih osobenosti i pojave na području hrvatske kneževine. U najvećem broju ona pripadaju tipu grobalja na redove (nizanje grobova u uglavnom pravilnim redovima u smeru zapad – istok, neretko sa većim ili manjim skretanjima prema jugu ili severu).

## Značaj
Značaj ranosrednjovekovnih groblja, koja su nastala su uz prve podignute crkve, ali i na lokacijama bez crkava, ogleda se u tome što su ona svojim nastankom i širenjem ukazivala na kontinuitet i gustinu pojedinih naselja u Hrvatskoj, ali i za razumijevanju društvenih i kulturnih prilika u starohrvatskom ranom srednjem veku, na osnovu materijalni ostaka sačuvanih u njima.

## Istorija
Od doseljavanja Slovena na Balkansko poluostrvo pa do razvijenog srednjeg veka na prostoru Hrvatske menjali su se običaji i verovanja a u skladu sa tim i izgled grobalja, otprulike ovi redosledom:
7. do 8. vek. — karakterišu najstarija groblja po tipu paljevinskog groblja (na kojma je sahrana vršena uglavnom u keramičkim urnama.
Prva polovina 8. i 9. vek — karakteriše se pojava groblja na redove, u kojima su u početku pokojnici sahranjivani po paganskim običajima 
Prva polovina 8. do kraja druge trećine 11. veka — karakteriše se pojava groblja sa poganskim i hrišćanskim obeležjima 
Između 9. i 10. veka do oko sredine 11. veka — konačno nastaju groblja sa isključivo hršćanskim načinom sahranjivanja.

### Paganski način sahranjivanja
Na grobljima sa poganskim načinom sahranjivanja grobnice su bile različitih tipova. Ipak najčešće su obične zemljane rake, delomično obložene kamenom ili drvetom ili pak sa kamenim ploćama. Pogrebni običaji, široko rasprostranjeni na čitavom slovenskom području Balkanskog poluostrva, poput paljenja vatre i razbijanja posuđa i polaganje hrane i pića u grob otkriveni su na poganskim grobljima.
Napuštanje grobalja na redove i početak obveznog shranjivanja posmrtnih ostataka pokojnika uz crkve uzrokovana je promenama na društveno-privrednom planu i crkvenim reformama u drugoj polovini 11. veka. Na većini grobalja u Hrvatskoj oko crkvi
kontinuitet sahranjivanja trajaće sve do kasnog srednjeg veka.
Pokojnici su polagani u načelu u ispruženom položaju na leđima (retko drugačije) s glavom okrenutom ka na zapadu i rukama
ispruženima uz telo (retko na bedrima, trbuhu ili karliici).
Uglavnom je u grob polagan samo jedan pokojnik, ali ima primera grobova sa većim brojem pokojnika (istovremeno ili naknadno sahranjenih, a najviše četiri), to su verovatno bili porodični grobovi.

### Hriščanski način sahranjivanja
Između 9. i 10. veka pa sve do oko sredine 11. veka na tlu Hrvatske konačno nastaju groblja sa isključivo hršćanskim načinom sahranjivanja. 
Na grobljima sa hršćanskim načinom shranjivanja gotovo su isključivo zastupljeni grobovi sa rakama obloženim suvozidanim kamenom ili vertikalno postavljenim kamenim pločama. U takvim grobovima do današnjih dana su sačuvani brojni artefakti, posebno nakit i delovi (funkcionalni ili ukrasni) odeće ili nošnje pokojnika. sa kojom su pokojnici sahranjivani.
Nakit pokojnika su uglavnom činile naušnice i prstenje. Naušnice i pretsenje. po izgledu i materijalu su raznovrsne u mnogobrojnim varijantama, izrađene u različitim tehnikama (livenje, filigran, granulacija, iskucavanje u limu, pozlata itd.) i različitim materijalima (bronza, srebro, zlato). 
Opremu ratnika, sa kojom su oni sahranjivani, uglavnom čini oružje karolinskog tipa (dvosekli mač), a opremu konjanika mamuze sa priborom za zakopčavanje. Ratane sekire i bojni noževi, vrhovi strelica i koplja takođe su česte vrste oružja pronalažene u muškim grobovima širom Hrvatske, zajedno sa noževima i kresivom. Ti se nalazi u muškim grobovima, izuzev mamuza, javljaju znatno češće i na grobljima sa paganskim načinom sahranjivanja.

## Literatura
- Istra i sjevernojadranski prostor u ranom srednjem vijeku (materijalna kultura od 7. do 11. stoljeća), Monografije i katalozi 4, Pula 1995.
- E. Boltin-Tome, Trije staroslovanski grobovi v Predloki, BS, 6, Beograd 1977, 131-140
- J. Belošević, Starohrvatska nekropola u selu Biljanima Donjima kod Zadra, Diadora 8, Zadar 1985, 103-110.
- J. Belošević, Starohrvatska nekropola u Stankovcima kod Benkovca, RFFZd, 24 (11), Zadar 1985, 73-96.